# Oreocarya sobolifera
Oreocarya sobolifera är en strävbladig växtart som först beskrevs av Edwin Blake Payson, och fick sitt nu gällande namn av R.B.Kelley. Oreocarya sobolifera ingår i släktet Oreocarya och familjen strävbladiga växter. Inga underarter finns listade i Catalogue of Life.